# بمب‌گذاری ۲۰۱۵ بانکوک
بمب‌گذاری ۲۰۱۵ بانکوک (انگلیسی: 2015 Bangkok bombing) در ۱۷ اوت در معبد هندوها جایی که مجسمه فرا فرام خدای هندوها در آن قرار دارد در تقاطع راچا برسانگ و در ناحیه پاتام وان، بانکوک، تایلند رخ داد. این بمب‌گذاری ۲۰ نفر کشته و ۱۲۵ زخمی برجای گذاشت. بنابر گزارش پلیس تایلند دو مظنون دستگیر شدند، که دومین مظنون به بمب‌گذاری اعتراف کرد، اما او بعداً اعتراف خود را رد کرد.

## حادثه دوم
در حمله‌ای جداگانه در بانکوک، درساعت۱۳٫۰۰ به وقت گرینویچ در روز ۱۸ اوت ۲۰۱۵، یک وسیله انفجاری از بالای یک پل در نزدیکی اسکله قایق‌ها در بندر ساتون پرتاب شد. این وسیله انفجاری، احتمالاً یک نارنجک بود و ظاهراً درقسمت شلوغ بندر در بانکوک پرتاب شد و در آب افتاده و منفجر شد. معاون پلیس ولسوالی گفت: «اگر این نارنجک در آب نیفتاده بود، قطعاً باعث ایجاد صدمات جانی می‌شد.» تنها صدماتی به پل وارد شد.

## تحقیقات
بر اساس تحقیقات انجام شده این اطمینان وجود دارد، مردی که حامل کوله پشتی در صحنه انفجار بود، عامل اصلی انفجار بوده‌است. فیلم‌های دوربین‌های امنیتی که در سطح بین‌المللی پخش شده‌است، مردی را خیلی کوتاه نشان می‌دهد که یک تی شرت زرد با یک کوله پشتی بر دوش بر روی صندلی نشسته و سپس در حال ایستاده دیده می‌شود، قرار دادن کوله پشتی در زیر نیمکت و راه رفتن در حالی که با تلفن خود در حال صحبت است. احتمالاً این مظنون از مغازه توک توک در کوچه کنار هوآ لام فونگ وارد صحنه شده‌است.